# Liste der Kulturdenkmäler in Utzerath
In der Liste der Kulturdenkmäler in Utzerath sind alle Kulturdenkmäler der rheinland-pfälzischen Ortsgemeinde Utzerath aufgeführt. Grundlage ist die Denkmalliste des Landes Rheinland-Pfalz (Stand: 17. Juli 2023).

## Einzeldenkmäler
| Bezeichnung                           | Lage                                   | Baujahr         | Beschreibung                                                                   | Bild                           |
| ------------------------------------- | -------------------------------------- | --------------- | ------------------------------------------------------------------------------ | ------------------------------ |
| Wohnhaus                              | Darscheider Straße 6 Lage              | 18. Jahrhundert | Fachwerkhaus, 18. Jahrhundert, Kassettentür, 19. Jahrhundert                   | BW                             |
| Wohnhaus                              | Darscheider Straße 11/13 Lage          | 18. Jahrhundert | geteiltes Wohnhaus, Sichtfachwerk mit einzelnen Zierelementen, 18. Jahrhundert | BW                             |
| Katholische Filialkirche St. Antonius | Schönbacher Straße 1 Lage              | 1849            | Saalbau, bezeichnet 1849, im 20. Jahrhundert erweitert                         | weitere Bilder Fotos hochladen |
| Bahnhof Utzerath                      | nördlich des Ortes (Am Bahnhof 1) Lage | um 1900/10      | ehemaliger Bahnhof; Stationsgebäude, Putzbau, um 1900/10                       | BW                             |
| Wegekreuz                             | nordwestlich des Ortes Lage            | 1677            | Balkenkreuz, Basalt, bezeichnet 1677                                           | BW                             |
| Wegekreuz                             | südwestlich des Ortes am Waldrand Lage | 1805            | Balkenkreuz, Basalt, bezeichnet 1805                                           | BW                             |
| Wohnplatz Thommen                     | südwestlich des Ortes im Wald Lage     |                 | Hofanlage                                                                      | BW                             |